# Arjeplog
Arjeplog (nordsamisch Árjepluovve, südsamisch Aarjepluevie) ist der Hauptort in der Gemeinde gleichen Namens. Der Ort liegt in der Provinz Norrbottens län und der historischen Provinz Lappland im Norden Schwedens.

## Wirtschaft
Arjeplog ist in erster Linie ein Dienstleistungs- und Fremdenverkehrsort. Im Ort befinden sich Flugunternehmen; in der Umgebung gibt es einige Testgelände für die Automobilindustrie. Dort wird vor allem im Winter auf den zugefrorenen Seen die Wintertauglichkeit technischer Teile, aber auch kompletter „Erlkönige“ getestet. In dieser Zeit erlebt der Ort einen regelrechten wirtschaftlichen Aufschwung.

## Sehenswürdigkeiten
Arjeplog ist für sein seit 1965 bestehendes Silbermuseum berühmt. Es zeigt Silberschmuck der samischen Kultur.
Vom Berg Galtispuoda (800 m ö.h.) aus kann man zwischen dem 10. Juni und dem 3. Juli die Mitternachtssonne sehen, obwohl der Ort etwa 56 Kilometer südlich des Polarkreises liegt. Der nächstgelegene Flugplatz befindet sich im 80 Kilometer entfernten Arvidsjaur. Erwähnenswert ist auch der Anfang März stattfindende Markt der Samen.
Der Silberweg zwischen Bodø und Skellefteå verläuft durch Arjeplog.

## Söhne und Töchter der Gemeinde
- Israel Ruong (1903–1986), schwedisch-samischer Linguist, Politiker und Hochschullehrer
- Klas Lestander (1931–2023), Biathlet, erster Olympiasieger im Biathlon
- Sture Ohlin (1935–2023), Biathlet

## Galerie

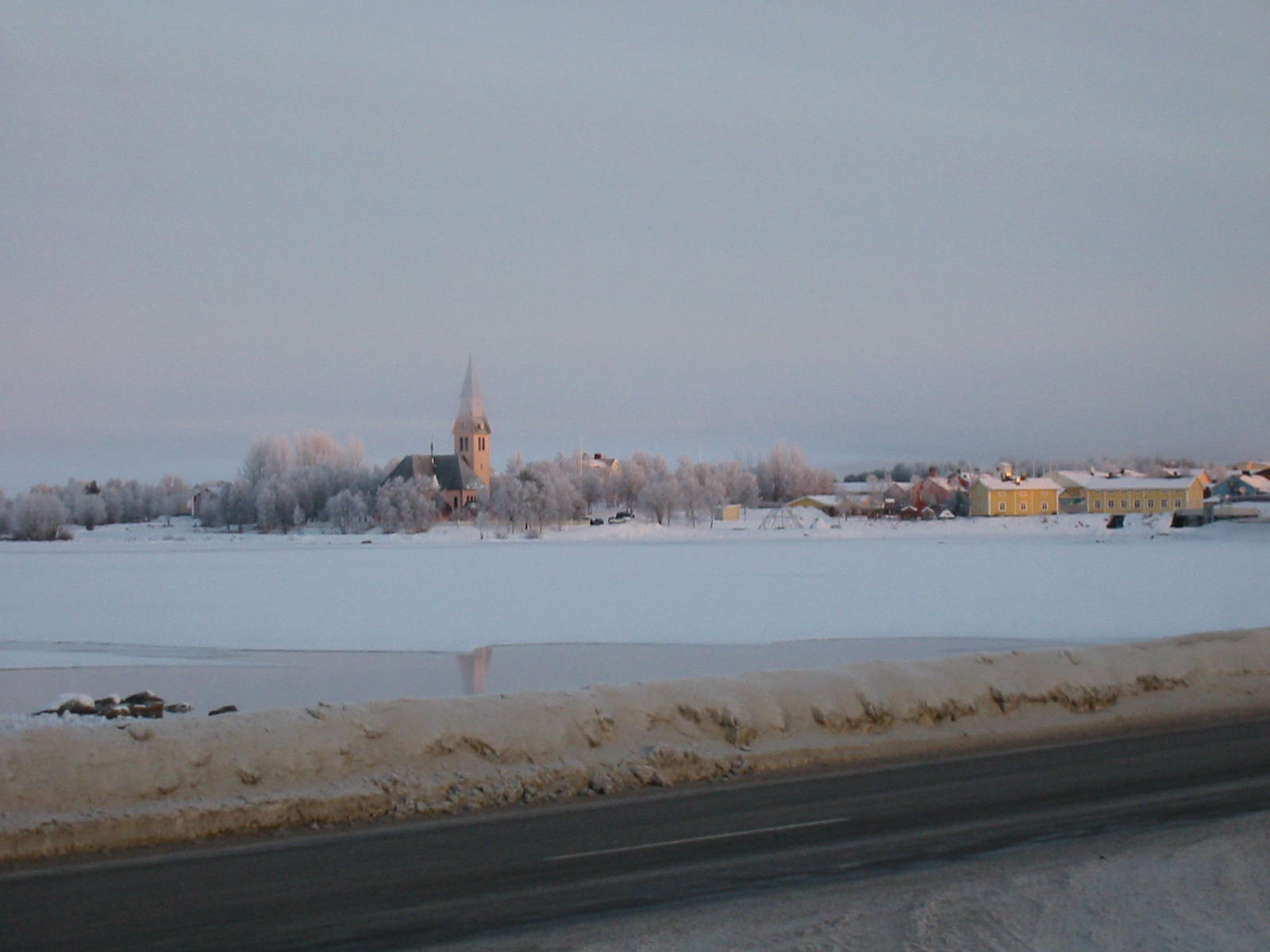
Blick auf Arjeplog im Winter
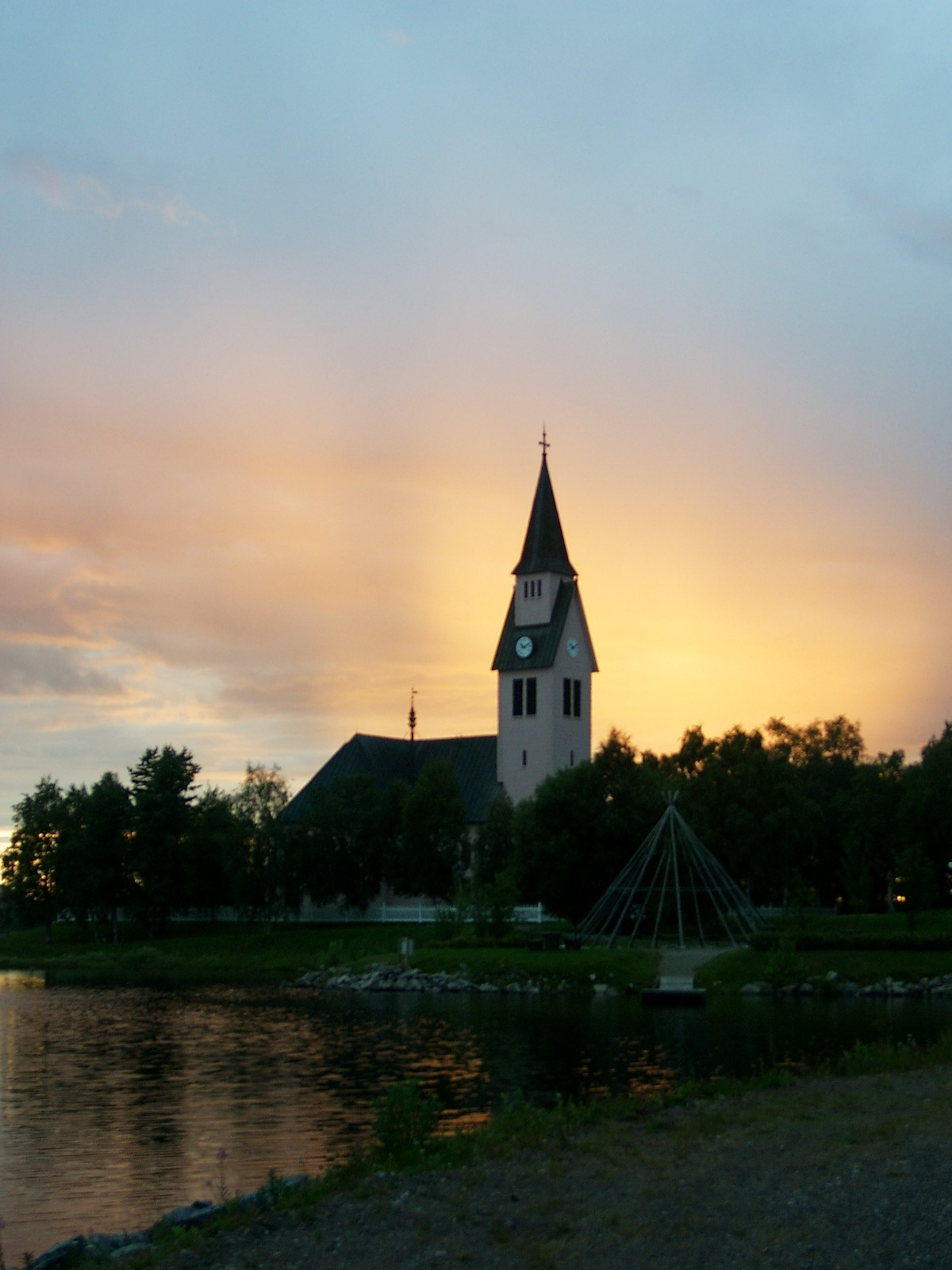
Kirche von Arjeplog am Abend
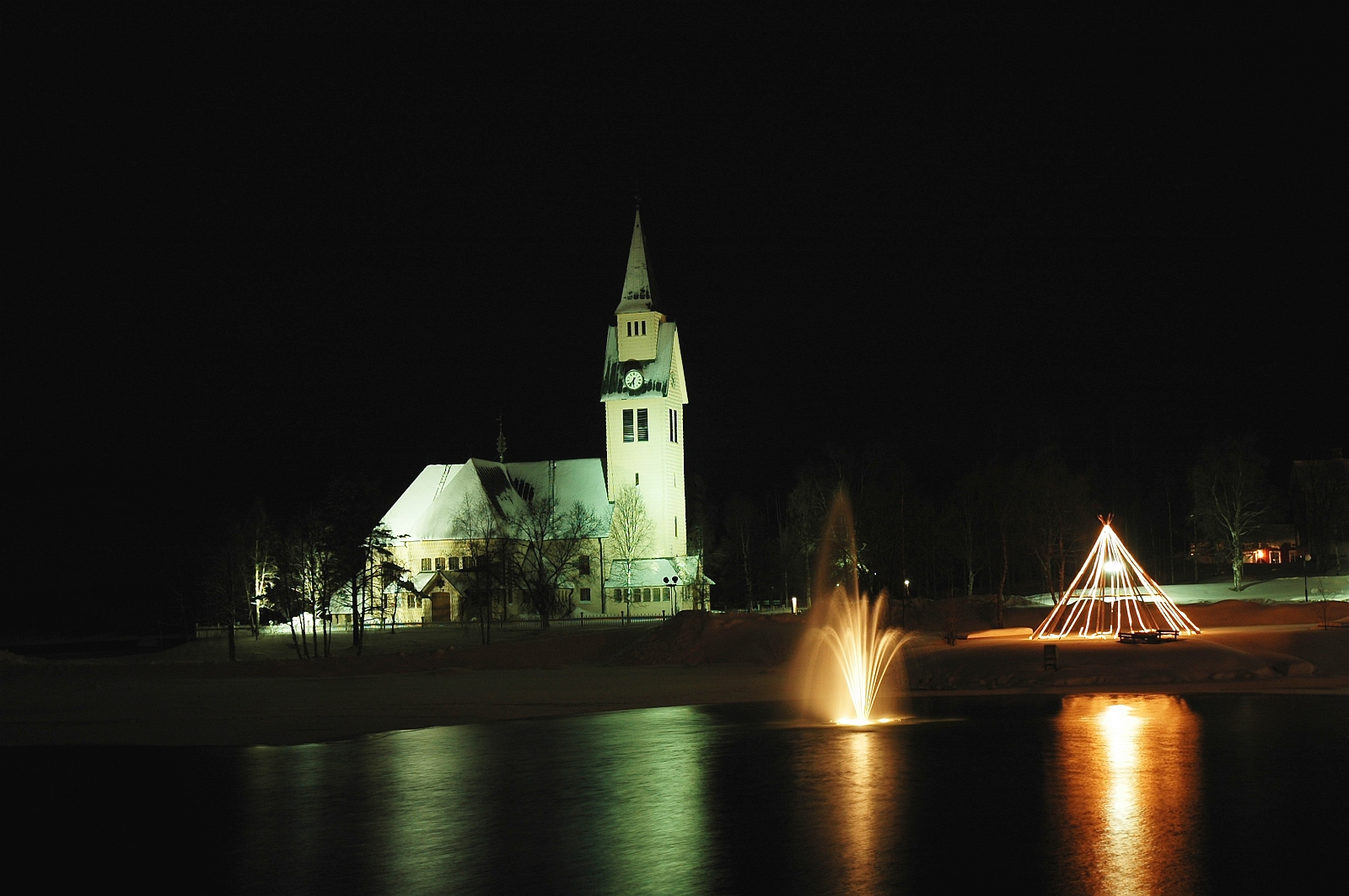
Kirche von Arjeplog in einer Winternacht